# Eucalyptus lesouefii
Eucalyptus lesouefii és una espècie de planta de la família de les Mirtàcies, endèmica del central Wheatbelt d'Austràlia Occidental, és una espècie bastant comuna en les regions meridionals, formant part de les comunitats mallee de les terres roges sorrenques i argiloses del sud d'Austràlia. La seva fusta és molt utilitzada com a llenya l'ús de la qual s'ha vist limitada en l'actualitat. De totes maneres és un arbre bon productor de mel i nèctar en èpoques favorables.

## Descripció

### Port
Aquests arbres sel's coneix amb el nom de mallee que significa eucaliptus australià de creixement baix però espés, que normalment té diverses tiges primes. L'escorça és de color gris fosc a gris-negre, escamosa ja que es pot anar desprenent en tires fines.
Mesura fins a 12 metres d'alçada i està poc ramificat. Forma un lignotuber, un creixement llenyós arrodonit en o per sota del nivell del sòl en alguns arbustos i arbres que creixen en àrees subjectes a incendis o la sequera, que conté una massa dels brots i les reserves d'aliments. Els branquillons presenten glàndules oleíferes a la medul·la. La medul·la és la part més interna del cilindre central de les tiges i de les arrels.

### Fulles
Les fulles juvenils sempre són peciolades. Oposades cada tres nodes, llavors alternades. De forma són ovades, i tenen unes mides de 5 a 10 cm de llarg, 10-15 mm d'ample; la base és cònica o truncada a arrodonida. Són de color blau-verd a lleugerament glauc.
Les fulles en l'adult són alternes, els pecíols tenen unes mides d'uns 0,8-2 cm de llarg; són de forma lanceolada, 6-12 cm de llarg, 1-2,2 cm d'ample, s'estrenyen cap a la base del pecíol, amb el marge sencer i un àpex punxegut, verd, presenten una reticulació de moderada a densa, amb glàndules oleíferes aïllades. Les fulles adultes són de color verd brillant. Sovint es fan visibles un spunt negres els quals són les sortides de les glàndules d'oli.

### Inflorescències
Són raïms axil·lars de 7, amb flors de color blanc cremós. Els rovells són curts i arrodonits. Cicatrius estipulars presents. Els fruits són de mides 4-5 x 4-5 mm; amb la llanda prima: vora exterior, generalment circular i amb freqüència elevada, en Eucalyptus en general es refereix a la vora superior de la fruita.

## Distribució
Aquesta espècie apareix en l'àrea més o menys limitada per Menzies, Diemals, Norseman, Fraser Range i Cundeelee, Western Australia, a l'est de Kalgoorlie. Es distingeix pel seu clar emmagatzematge demarcat per la seva escorça fosca i aspra. Un altre distintiu seu serien els seus grans cabdells profundament acanalats amb una tapa de grans dimensions.

## Taxonomia
Eucalyptus lesouefii va ser descrita per Maiden, Joseph Henry i publicada a A Critical Revision of the Genus Eucalyptus 2: 187. 1912. (Crit. Revis. Eucalyptus).

### Etimologia
- Eucalyptus: prové del grec kaliptos, "cobert", i el prefix eu-, "bé", en referència a l'estructura llenyosa que cobreix i dona protecció a les seves flors.[5]
- lesouefii: epítet específic que fa referència a Ernest Le Souef, director fundador dels Perth Zoological Gardens (1897-1932).[6]